# Заврч
Заврч (словен. Zavrč) је насеље и управно средиште истоимене општине Заврч, која припада Подравској регији у Републици Словенији.
По попису становништва из 2011. године, насеље Заврч имало је 77 становника.